# 青狮镇
青狮镇，是中华人民共和国四川省南充市西充县下辖的一个乡镇级行政单位。2019年10月，撤销双洛乡，将其所属行政区域划归青狮镇管辖。

## 行政区划
青狮镇下辖以下地区：
青狮村、大寺垭村、红庙嘴村、大兴寺村、分水垭村、苦竹垭村、观音寺村、中观音村、垭门村、杨柳垭村、大石坎村、拱背桥村、黄庆沟村、观音桥村、程家坝村、杜家坝村、东岳庙村、老木垭村和石宝宫村,羊鹿桥村、双石坪村、香炉桥村、阳家沟村、老家湾村、杜家井村、书垭子村、楼子坪村、谢家灶村、双庙垭村、龙凤山村和飞龙庙村。